# Evangelische Stadtkirche Kitzingen

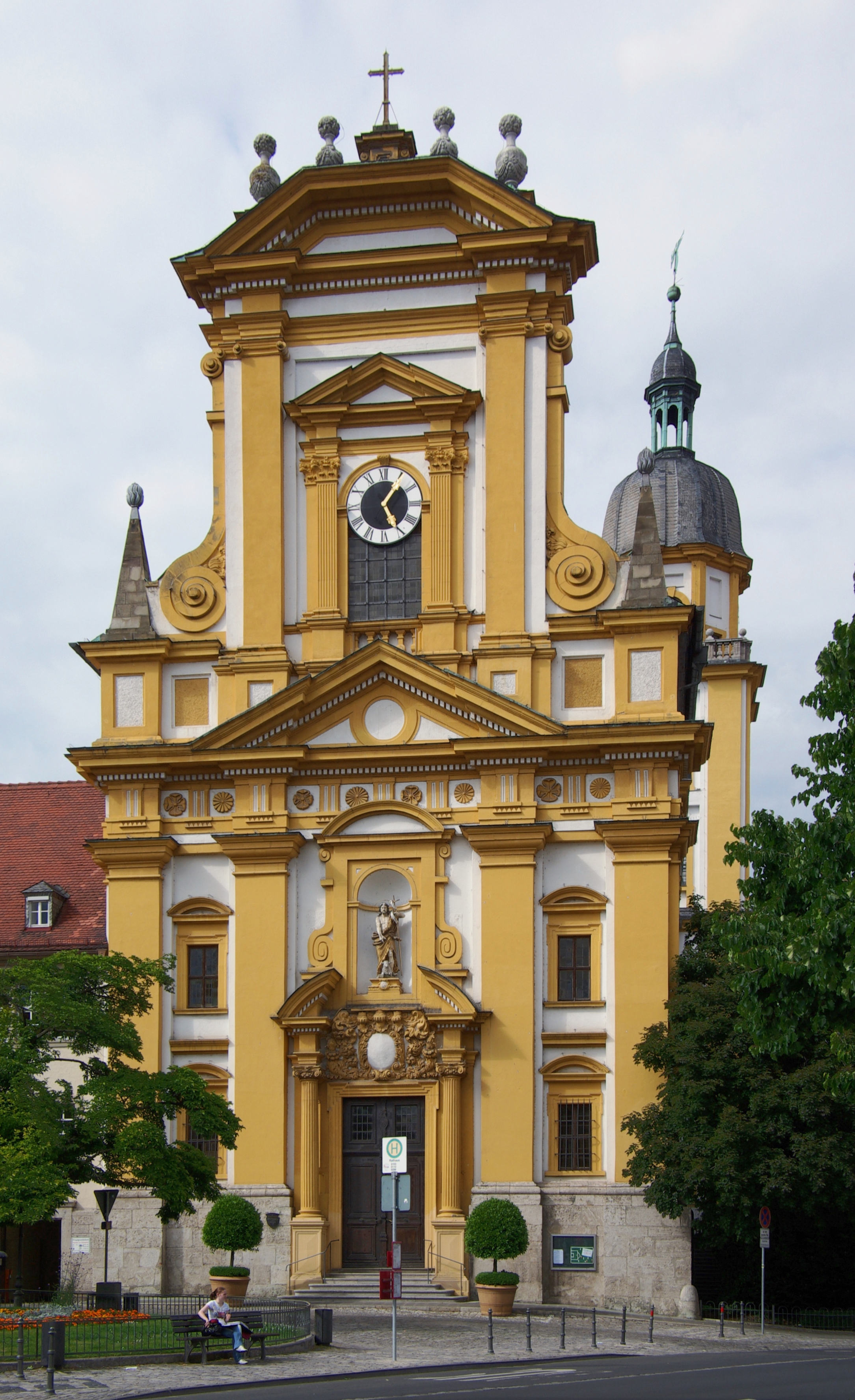
Die Barock-Fassade der Stadtkirche

Die evangelische Stadtkirche Kitzingen (auch Petrini-Kirche) ist ein Kirchengebäude in der Altstadt von Kitzingen. Mit ihrem hohen Turm und ihrer monumentalen Barockfassade prägt sie das Stadtbild. Sie ist Johannes dem Täufer geweiht, wird aber in Abgrenzung zur katholischen Johanneskirche meist nur Stadtkirche genannt. Die Kirche ist das größte evangelische Gotteshaus in Unterfranken.

## Geschichte
Die Geschichte der Stadtkirche ist eng mit der der Stadt Kitzingen verbunden. Die Kirche wurde als Konventskirche für das Kitzinger Kapuzinerkloster errichtet. Bereits im 8. Jahrhundert berichteten Quellen von dessen Existenz. Es wurde als Benediktinerinnenabtei gegründet.

### Bis zur Reformation (bis 1568)

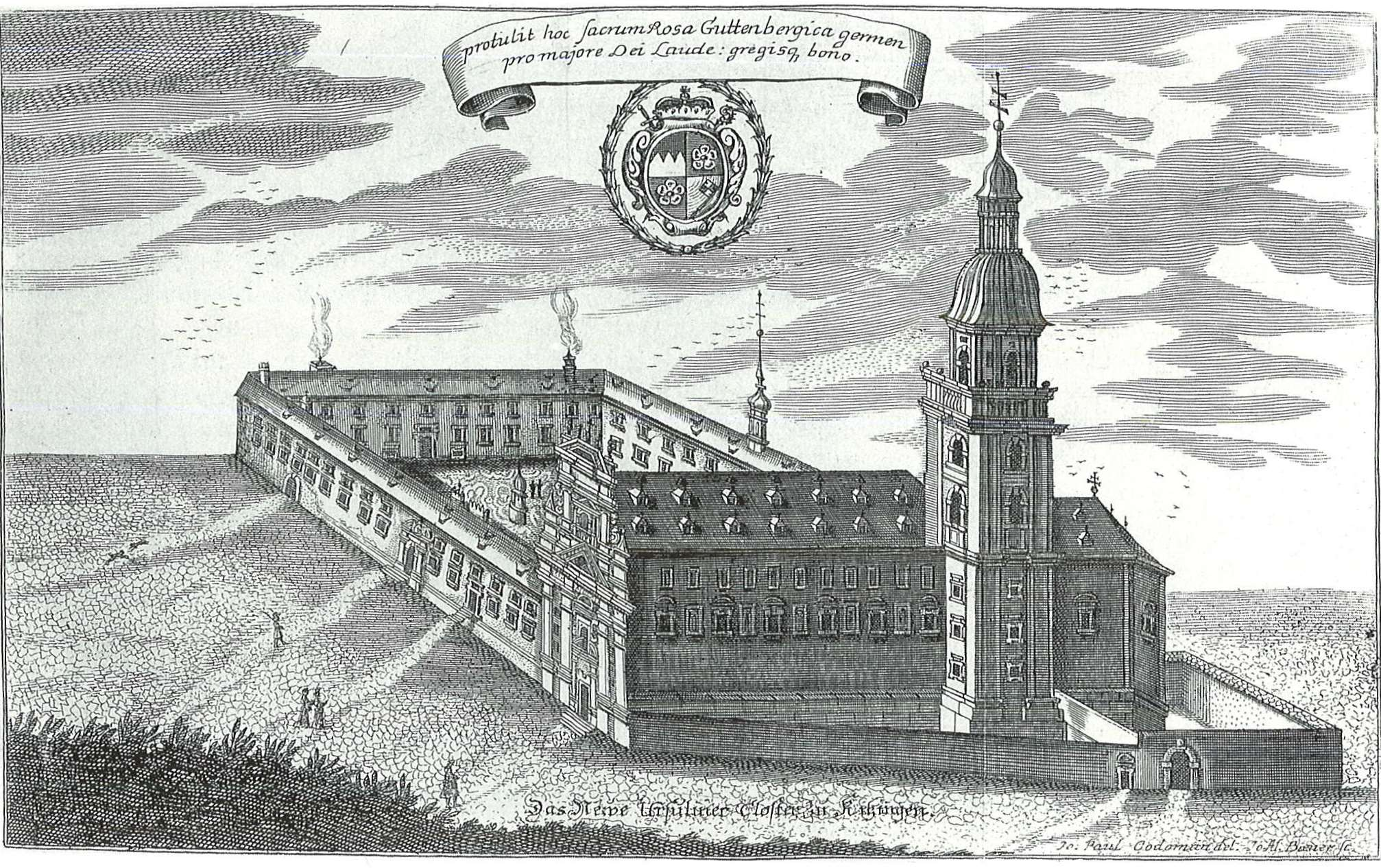
Die Petrini-Kirche im Jahr 1692, Kupferstich von Johann Paul Codoman

Gründerin des Klosters war Hadeloga, die dem Geschlecht der Mattonen angehörte. Eine Sippenstiftung ließ das Kloster zur Versorgung von weiblichen fränkischen Adeligen entstehen. Im Jahr 745 weihte der heilige Bonifatius das Kloster und schickte seine Vertraute Thekla in die fränkische Stadt. Sie sollte nach dem Tod von Äbtissin Hadeloga die Führung der Abtei übernehmen. Das Benediktinerinnenkloster war als Reichskloster gegründet und deshalb dem fränkischen König direkt unterstellt. Erst im Jahr 1007 kam es zum Bistum Bamberg, wobei die Diözesangewalt beim Würzburger Fürstbischof verblieb.
Im 12. Jahrhundert besuchte die Heilige Hedwig von Andechs das Kloster und wurde dort von den Schwestern erzogen. Im Jahr 1443 wurde Kitzingen an den Markgrafen Albrecht von Brandenburg verpfändet, da das Hochstift große Schulden angehäuft hatte. 1484 brannte das Kloster, wobei die beiden Glockentürme, alle Glocken und die halbe Abteikirche in Flammen aufgingen. Den Wiederaufbau trieb Margarete Truchseß von Baldersheim voran, die nun dem Kloster vorstand.
Im Deutschen Bauernkrieg wurde die Kirche erneut zerstört und das Inventar von marodierenden Aufständischen geraubt. Dabei wurden auch Werke von Tilman Riemenschneider zerstört. Nachdem am 7. Dezember 1527 das Kloster ein drittes Mal geweiht worden war, wurde es im Jahr 1544 aufgelöst. Zuvor, in den zwanziger Jahren des 16. Jahrhunderts, hatte sich die protestantische Lehre in Kitzingen durchgesetzt. Im Jahr 1568 feierten erneut Schwestern in der Klosterkirche Gottesdienste. In die Räume des Klosters war nun ein adeliges protestantisches Damenstift eingezogen.

### Bis zum Neubau (bis 1699)

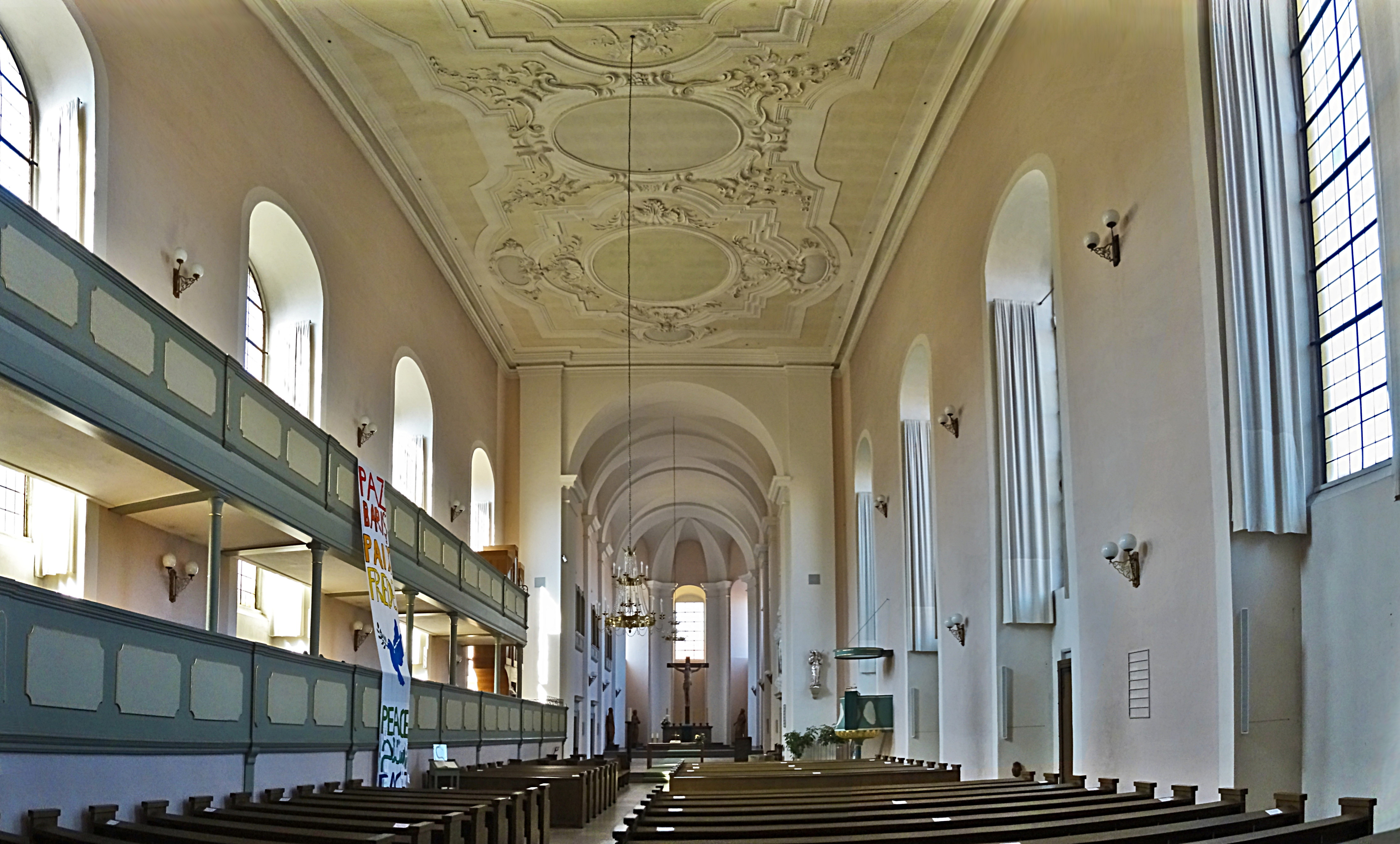
Innenansicht: Blick zum Chorraum

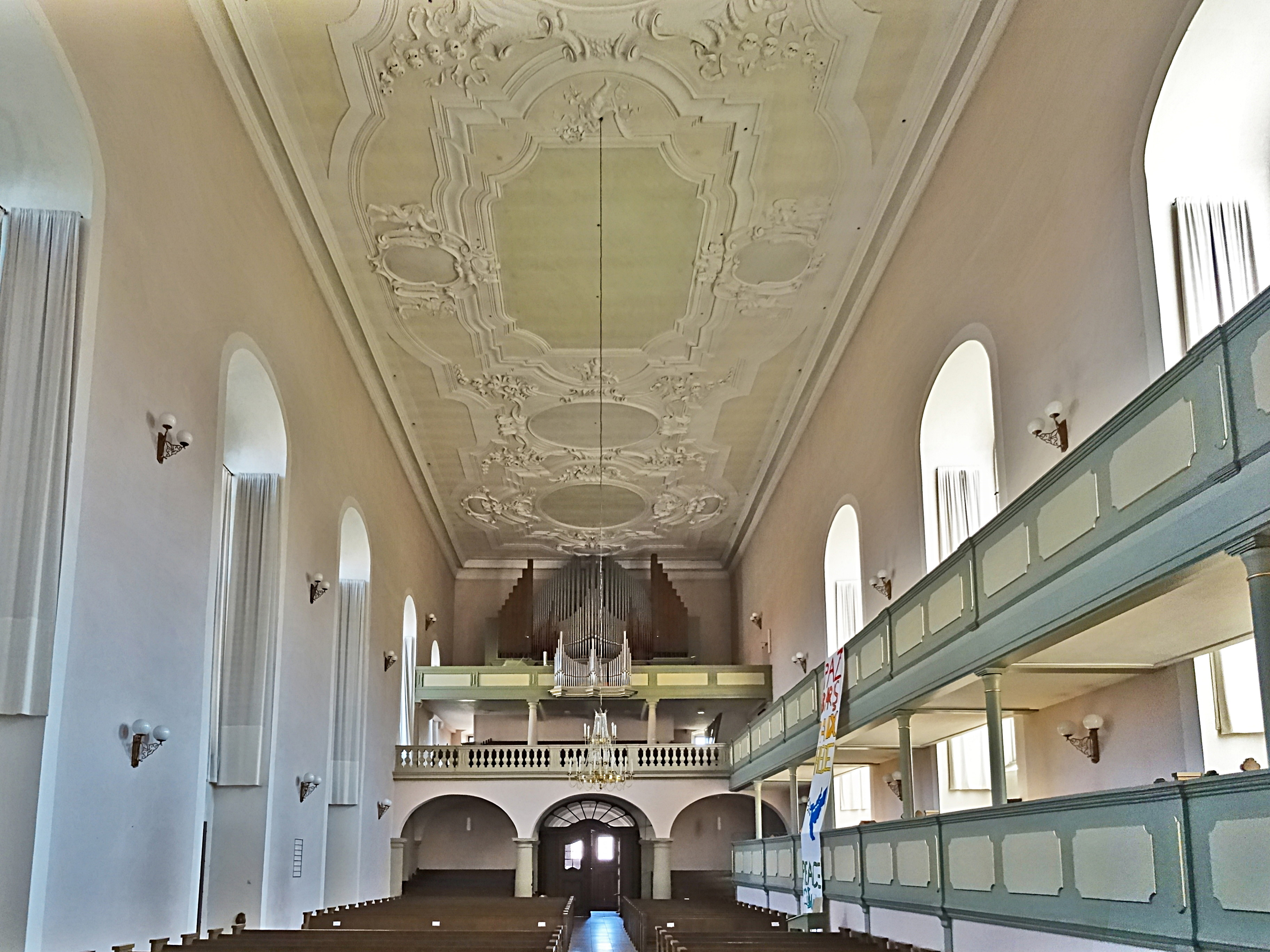
Innenansicht: Blick zur Orgelempore

Im Jahr 1629 erhielt das Hochstift Würzburg die Stadt Kitzingen und das Kloster von den Brandenburgern wieder zurück. Sofort setzte eine Rekatholisierung ein. Viele Protestanten wurden vertrieben. Wenige Jahre später, während des Dreißigjährigen Krieges, besetzten Schweden die Stadt und führten erneut die lutherische Lehre ein. Erst der Gnadenvertrag von Johann Philipp von Schönborn beendete 1650 die Glaubenskriege und festigte die Doppelkonfessionalität der Stadt.
Auch das Kloster litt unter den ständigen Verfolgungen. 1650 wurde es als baufällig und „gantz eingegangen“ beschrieben. Anna Lerch von Dirmstein, letzte Äbtissin des Klosters Rupertsberg bei Bingen und Retterin der Reliquien der heiligen Hildegard, verbrachte dort ihre letzten Lebensjahre im Exil bis zu ihrem Tod am 11. September 1660. Im Jahr 1685 wurde mit dem Wiederaufbau begonnen. Ursulinen aus Metz hatten sich der verfallenden Gebäude angenommen und zogen am 24. Juni 1693 in die wiedererrichteten Bauten ein. Als Baumeister hatte man Antonio Petrini gewinnen können. Er riss die bestehenden Gebäude ab und baute für 85.773 Gulden ein neues Kloster. Die Konsekration fand am 9. August 1699 statt.

### Bis heute
1802 wurde das Kloster säkularisiert und die Klosterkirche profaniert. Im Jahr 1806 brachten die Franzosen preußische Kriegsgefangene in den Klostergebäuden unter. Außerdem wurden sie als Spital, Musterungsbüro und Lager genutzt. Im Jahr 1817 erhielt die evangelische Gemeinde Kitzingen die Klosterkirche im Tausch gegen die St.-Michaels-Kirche in Etwashausen. In den übrigen Klostergebäuden wurde eine Schule untergebracht.
In der Folgezeit wurden einige bauliche Veränderungen am Gebäude vorgenommen. 1891 erhielt die Kirche einen neuen Zugang auf der Langhausseite und einen zweiläufigen Treppenaufgang. Außerdem wurden die Rundbogenfenster mit barockisierenden Rahmungen und Segmentgiebelbekrönungen eingesetzt. Im letzten Jahr des Zweiten Weltkriegs, am 23. Februar 1945, trafen mehrere Bomben das Kirchengebäude. Die Renovierung zog sich bis zum 2. April 1950 hin und wurde von Harald Schlegel geleitet.
Nach der Wiederherstellung der Klosterkirche erfuhr der Bau bis in die heutige Zeit weitere Erneuerungen. Im Jahr 1977 und 1985 wurde er erneut umfassend renoviert. Das Bayerische Landesamt für Denkmalpflege ordnet das Kirchengebäude unter der Nummer D-6-75-141-37 als Baudenkmal ein.

## Architektur
Die Kirche präsentiert sich als langgestreckter Saalbau mit eingezogenem Chor, mächtiger Portalfassade im Südwesten und hohem Turm im nordöstlichen Winkel zwischen Langhaus und Chor. Der Bau ist unüblicher Weise nach Nordosten ausgerichtet und steht damit fast senkrecht zur Achse des mittelalterlichen Vorgängers. Die Architektur ist geprägt durch den strengen hochbarocken Stil mit italienischem Einfluss, der für die Sakralbauten Antonio Petrinis bestimmend ist (vgl. z. B. Wallfahrtskirche Fährbrück, Turm der Neubaukirche Würzburg). Besonders an der Südwestfassade zeigt sich die typische Formensprache des Baumeisters. Sie wird durch kräftige Pilaster und Gesimse gegliedert. Über dem zentralen Portal mit profilierten ionischen Säulen zu beiden Seiten und durchbrochenem Segmentgiebel steigt ein Mittelrisalit empor, der auf Höhe des Dachtraufs zunächst mit einem flachen Dreiecksgiebel abschließt. Darüber erhebt sich ein weiteres Fassadengeschoss, das in diesen Dimensionen im dahinter gelegenen Langhausdach keine Entsprechung hat und ein ganzes Stück frei über dem Dachfirst steht. Dabei wird in seiner Mitte das Motiv des Risalits der unteren Fassadenzone in verkleinerter Form kopiert, mit dem Unterschied, dass dieser hier ein großes Rundbogenfenster mit Uhr einfasst. Das Fenster belichtet nicht den Innenraum, sondern bereits den Dachstuhl. Diese Scheinfassade steigert noch einmal den mächtigen optischen Eindruck. Sie wird seitlich durch Voluten und kurze Steinpyramiden gestützt und schließt mit einem trapezförmigen Giebel ab, der von vier Vasen und einem Kreuz in der Mitte bekrönt ist. In der Nische oberhalb des Portals befindet sich eine Figur des Kirchenpatrons, Johannes d. Täufers, der auf ein Lamm zu seinen Füßen deutet und damit auf Christus, den wahren Erlöser, hinweist. Sie wurde vom Kitzinger Bildhauer Johann Doser geschaffen. Während die Portalfassade reichhaltig gestaltet ist, finden sich an den Langhaus- und Chorfassaden neben den Fenstern kaum gliedernde Elemente.
Der 64 m hohe Turm bildet das Gegenstück zur Schaufassade und sorgt für Ausgewogenheit. Er setzt sich zusammen aus einem quadratischen Turmschaft und einem achteckigen Geschoss mit schiefergedecktem Kuppelhelm und Laterne. Anstelle eines Turmkreuzes wird die Spitze von einer Wetterfahne in Form eines posaunenden Engels gebildet.
Während das Langhaus flach gedeckt ist, wird der Chorraum, der in einem Fünfachtelschluss abschließt, von einem Tonnengewölbe mit Stichkappen überspannt. Auf der Nordwestseite des Chors befinden sich noch die Nonnenchöre, logenartige Räume, die den Äbtissinnen während der Gottesdienste vorbehalten waren.

## Ausstattung
Das Kircheninnere wurde mehrfach umgestaltet und renoviert und zeigt sich heute mit einem weiten, schlicht gehaltenen Innenraum. Auf der Nordseite des Kirchenschiffs befindet sich eine Doppelempore. Die Decke des Kirchenschiffs ist mit Stuck verziert.
Von der katholischen Zeit der Kirche hat sich kaum ein Stück erhalten, dagegen wurde aus der ersten mittelalterlichen Klosterkirche der Taufstein bewahrt. Der Chor wird dominiert vom Hochaltar mit einem mächtigen Holzkruzifix. In den Fensternischen im Chor stehen drei überlebensgroße Holzfiguren. Sie symbolisieren die christlichen Tugenden Glaube, Liebe und Hoffnung.

## Orgeln

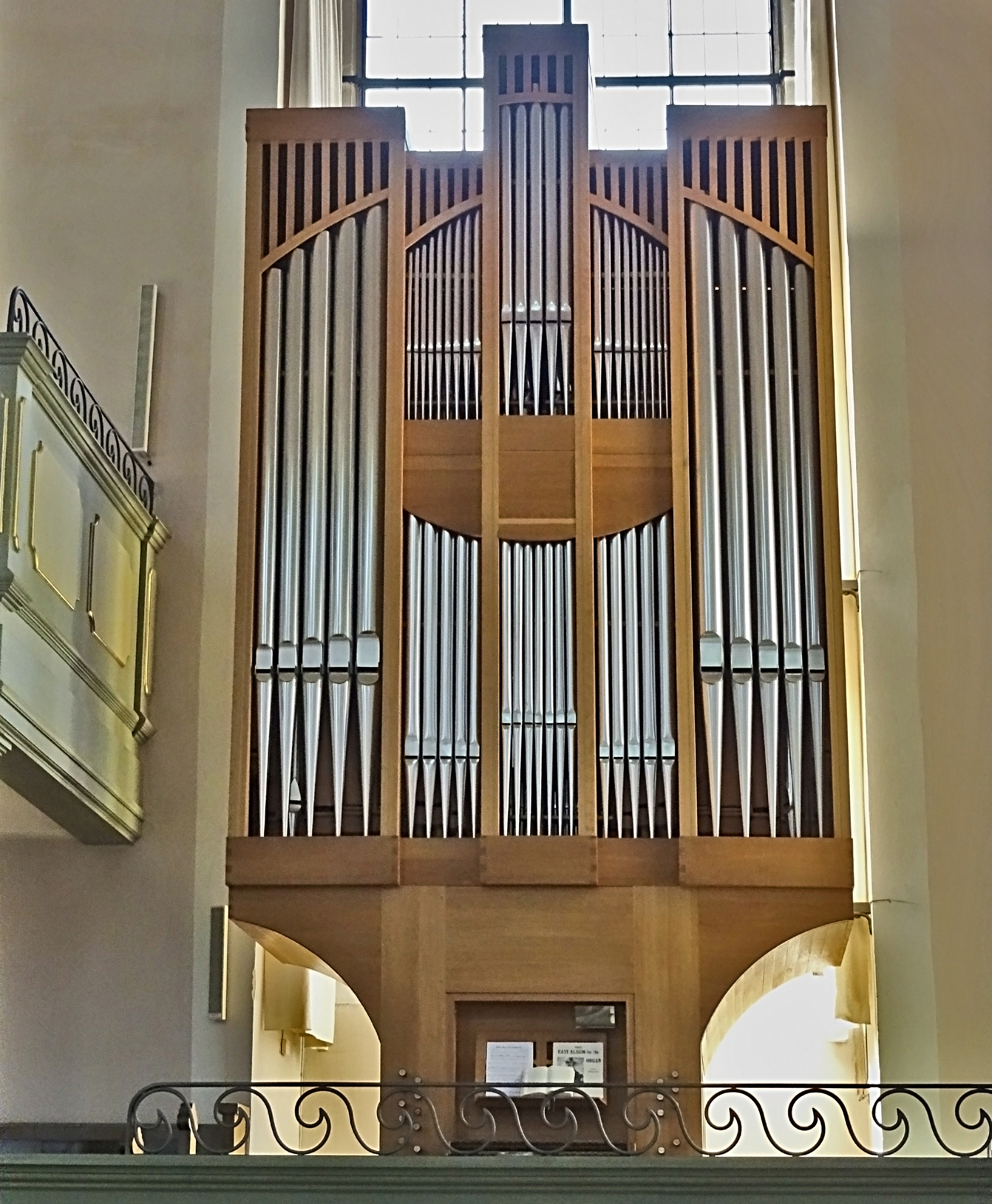
Die Chororgel auf der Empore

Die erste Orgel wurde 1698 von Johann Hoffmann erbaut. Dieses Instrument wurde im Zuge der Säkularisation an die Kirchengemeinde St. Stephan in Würzburg verkauft.
Nach dem Ankauf der Kirche durch die evangelische Kirchengemeinde fand zunächst das zweimanualige Instrument mit 24 Registern Aufstellung, das von einem Orgelbauer aus Rothenburg für die Vorgängerkirche der St.-Michaels-Kirche in Etwashausen erbaut worden war, wo sich zunächst das evangelische Gemeindeleben von Kitzingen angesiedelt hatte. Dieses Instrument wurde 1884 durch einen Neubau der Orgelbaufirma Steinmeyer (Öttingen) ersetzt, der allerdings im Zweiten Weltkrieg völlig zerstört wurde.
Das heutige Instrument wurde von der Orgelbaufirma Steinmeyer als „Universalorgel“ 1951 bis 1958 in drei Etappen erbaut. Das Taschenladen-Instrument hat 58 Register auf drei Manualen und Pedal. Die Trakturen sind elektropneumatisch. Eine Besonderheit ist das in zwei Teilwerke (Rückpositiv und Brustwerk) aufgeteilte Oberwerk.
Die Chororgel auf der unteren Empore stammt vom Orgelbauer Werner Mann in Volkach 2001. Die Orgel hat 14 Register auf 2 Manualen und Pedal sowie 4 Transmissionen.
Disposition der Hauptorgel:
| I Hauptwerk C–g3 |       |
| Principal        | 16′   |
| Pommer           | 16′   |
| Principal        | 8′    |
| Gemshorn         | 8′    |
| Rohrflöte        | 8′    |
| Oktav            | 4′    |
| Kleingedeckt     | 4′    |
| Schwiegel        | 2′    |
| Quint            | 2 ⁄3′ |
| Cornett V        | 8′    |
| Mixtur IV–V      | 1 ⁄3′ |
| Trompete         | 16′   |
| Trompete         | 8′    |
| Tremulant        |       |

| II Brustwerk C–g3 |       |
| Principal         | 8′    |
| Quintade          | 8′    |
| Nachthorn         | 4′    |
| Blockflöte        | 2′    |
| Sesquialtera II   | 2 ⁄3′ |
| Scharff IV        | 1′    |
| Rohrschalmei      | 8′    |
| Tremulant         |       |

| II Rückpositiv C–g3 |       |
| Lieblich Gedeckt    | 8′    |
| Praestant           | 4′    |
| Superoktav          | 2′    |
| Quint               | 1 ⁄3′ |
| Cymbel III          | 1⁄6′  |
| Rankett             | 16′   |
| Tremulant           |       |

| III Schwellwerk C–g3 |        |
| Rohrgedeckt          | 16′    |
| Principal            | 8′     |
| Flöte                | 8′     |
| Gedeckt              | 8′     |
| Salicional           | 8′     |
| Ital. Principal      | 4′     |
| Koppelflöte          | 4′     |
| Quintade             | 4′     |
| Waldflöte            | 2′     |
| Sifflöte             | 1′     |
| Nasard               | 2 ⁄3′  |
| Terz                 | 1 3⁄5′ |
| Mixtur V–VI          | 2′     |
| Fagott               | 16′    |
| Helle Trompete       | 8′     |
| Oboe                 | 8′     |
| Clarine              | 4′     |
| Tremulant            |        |

| Pedal C–f1   |         |
| Principalbaß | 16′     |
| Violon       | 16′     |
| Subbaß       | 16′     |
| Gedecktbaß   | 16′     |
| Quintbaß     | 10 2⁄3′ |
| Oktavbaß     | 8′      |
| Baßflöte     | 8′      |
| Gemshornbaß  | 8′      |
| Choralbaß    | 4′      |
| Pommer       | 4′      |
| Oktav        | 2′      |
| Rauschbaß V  | 2 ⁄3′   |
| Posaune      | 16′     |
| Baßtrompete  | 8′      |
| Trompete     | 4′      |

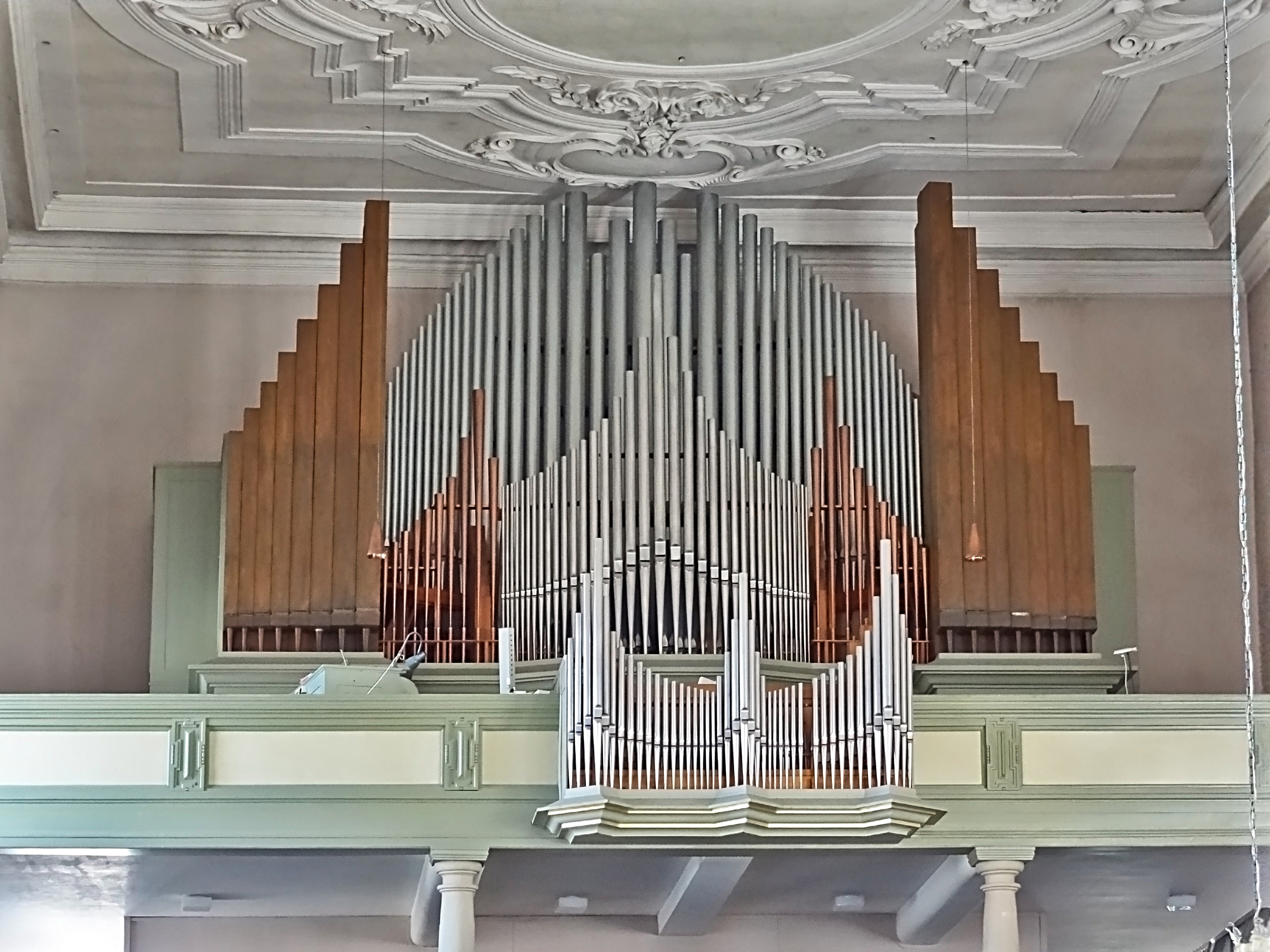
Die Steinmeyer-Orgel

- Koppeln: II/I, III/I, III/II, I/P, II/P, III/P, Generalkoppel
- Spielhilfen: Handregister, drei freie Kombinationen, eine freie Pedalkombination, Feste Kombinationen (tutti, Pedaltutti) Absteller (Brustwerk ab, Rückpositiv ab, Pedal ab, Einzelzungen, Zungen ab), Crescendowalze

## Glocken
Im Kirchturm der evangelischen Stadtkirche befinden sich in der Glockenstube unterhalb der Galerie insgesamt fünf Glocken, darunter auch die nach der Friedensglocke der Nürnberger Friedenskirche zweitgrößte evangelische Kirchenglocke Bayerns. Es handelt sich dabei um die über sechs Tonnen schwere Vater-Unser-Glocke. Sie erklingt im Ton fis0 und wurde 1962 von Friedrich Wilhelm Schilling in Heidelberg als Ersatz für die 1939 zu Rüstungszwecken abgelieferte Hedwigsglocke gegossen. Beim ersten Aufzugversuch von außen mithilfe eines Krans stürzte die Glocke, die sich bereits auf Höhe der Glockenstube befand, zu Boden, wobei kleine Stücke herausbrachen. Dennoch erlitt die Glocke dadurch kaum klangliche Einbußen und konnte bald darauf schließlich erfolgreich aufgezogen werden. 
Die dritte und die vierte Glocke hingen bereits in der romanischen Vorgängerkirche und überstanden sowohl die Verwüstung im Bauernkrieg als auch die Klosterauflösung im Zuge der Reformation. 
Eine Besonderheit bei diesem Geläute ist darüber hinaus der große Intervallsprung zwischen Vater-Unser und zweiter Glocke. Die Vater-Unser-Glocke läutet all abendlich solistisch um 21 Uhr.
|                    | Ton  | Gewicht (kg) | Durchmesser (mm) | Gießer         | Jahr | Inschrift |
| ------------------ | ---- | ------------ | ---------------- | -------------- | ---- | --- |
| Vater-Unser-Glocke | fis° | 6057         | 2130             | F.W. Schilling | 1962 | "Zur Erneuerung der 1912 von Theodor und Hedwig Deuster gestifteten Hedwig-Glocke + Wiederbeschafft von der Ev.Gemeinde Kitzingen + Zur fortwährenden Anrufung des dreieinigen Gottes + Hold" |
| Zweite Glocke      | d'   | 1057         | 1367             | J.A. Roth      | 1751 | "Anno 1751 goss mich Joh.Adam Roth mit meinen Consonanten in Würzburg --- Zu Gottes Ehre + --- Hat mich Joh.Christoph Busch Burg: Weinhändler in Kitzingen auch Evangelischer Kirchen Pfleger und Apollonia dessen eheliche Hausfrau Ein Gebohrne Biebelrietherin ex propus neu gießen lassen AD 1751" |
| Dritte Glocke      | fis' | 950          | 1240             | unbezeichnet   | 1484 | |
| Vierte Glocke      | gis' | ?            | 1030             | unbezeichnet   | 1484 | |
| Fünfte Glocke      | a'   | ?            | 920              | J.A. Roth      | 1751 | |